# Province du Rehe
Pour les articles homonymes, voir Rehe (homonymie).
Rehe (chinois : 热河省 ; pinyin : rèhé shěng ; litt. « province de la rivière chaude ») abréviation : re (熱, rè ; traduction du mongol : ᠬᠠᠯᠠᠭᠤᠨ
ᠭᠣᠣᠯ
ᠮᠤᠵᠢ, cyrillique : Халуун гол муж, MNS : Khaluun gol muj littéralement, province de la rivière chaude), aussi retranscrite en Jehol, est une ancienne province de Chine, qui comprenait des parties des provinces actuelles de Hebei, de Liaoning et de Mongolie-Intérieure, dans le nord-est de la Chine. La capitale du Rehe était Chengde. Le Rehe était la porte de la Mongolie et a été envahie par les Tatars, les Xiongnu, les Khitans et les Mongols.
Elle succède au District spécial de Rehe (1914 — 1928).
Dans les années 1930, on appelait Rehe la province qui se situait au nord de la Grande Muraille, à l'ouest de la Mandchourie et à l'est de la Mongolie. Elle fut envahie par les Japonais à la suite de l'incident de Mukden dès le 21 janvier 1933. Elle fut les mois qui suivirent annexée, lors de la bataille de Rehe à l'état fantoche du Mandchoukouo. Elle ne fut restituée qu'en 1945, à la fin de la Seconde Guerre mondiale. L'invasion du Rehe fut un des éléments majeurs qui détériora les relations entre le Japon et la Chine et entre le Japon et l'Occident.
Le Rehe resta une province de 1945 à 1955.
Rehe est aussi l'ancien nom de la ville de Chengde.